# Donghai, Chengxiang
Donghai (kinesiska: 东海) är en köping i sydöstra Kina. Den ligger i stadsdistriktet Chengxiang i staden Putian i provinsen Fujian, omkring 97 kilometer sydväst om provinshuvudstaden Fuzhou. Antalet invånare är 38 002. Befolkningen består av 19 775 kvinnor och 18 227 män. Barn under 15 år utgör 21,0 %, vuxna 15-64 år 68 %, och äldre över 65 år 9,0 %.